# Агадуллина, Лиза Киямовна
Лиза Киямовна Агадуллина (1 января 1942, Нижние Киги, Башкирская АССР — 20 июня 2024, Уфа) — советский, башкирский педагог; Заслуженный (2004) и Народный учитель Российской Федерации (2016), Народный учитель Республики Башкортостан (2008), Почётный работник общего образования Российской Федерации (2004).

## Биография
В 1959—1961 годы работала старшей пионервожатой Арслановской и Абзаевской средних школ Кигинского района.
С 1966 года, по окончании Бирского педагогического института по специальности «учитель химии и биологии», работала школьным учителем в Малоязе (Салаватский район, 1966—1968), в Нижних Кигах (Кигинский район, 1968—1970; одновременно — организатор внеклассной работы). В 1970—1971 годы заведовала методкабинетом Кигинского районного отдела образования.
С 1971 года жила и работала в Уфе: учитель средней школы № 27, с 1996 года — учитель химии средней школы № 42 с углубленным изучением отдельных предметов Октябрьского района. Одновременно с 1996 года вела олимпиадные занятия по химии в Республиканском башкирско-турецком лицее (с 2003 — Республиканский башкирский лицей-интернат).
Скончалась 20 июня 2024 года на 83-м году жизни в Уфе.

### Семья
Муж — Фаниль Габдуллович Агадуллин.
Дочь (работает врачом), сын (кандидат экономических наук, работает в Москве).

## Награды и признание
- Юбилейная медаль «За доблестный труд. В ознаменование 100-летия со дня рождения Владимира Ильича Ленина» (1970)
- Диплом «За высокое педагогическое мастерство и большой вклад в развитие школьных химических олимпиад» Ассоциации по химическому образованию стран СНГ (1998)
- «Учитель года столицы Башкортостана» (2002)
- «Заслуженный учитель Российской Федерации» (2004)[5]
- «Почётный работник общего образования Российской Федерации» (2004)
- «Народный учитель Республики Башкортостан» (2008)
- «Народный учитель Российской Федерации» (2016)[1][6].
- Медаль В. А. Сухомлинского (2009)
- Дважды обладатель звания Соросовского учителя (1998)
- представлена в Зале национальной трудовой славы России. (2012)